# Dreigliedriger Hundebandwurm
Der dreigliedrige Hundebandwurm (Echinococcus granulosus; früher Taenia echinococcus), oft einfach nur als „Hundebandwurm“ bezeichnet, gehört zu den bei Hunden, Wölfen, Füchsen und anderen Hundeartigen sowie im Dachs und bei Katzen auftretenden Bandwürmern. Die Fleischfresser, in deren Dünndarm er heranwächst und lebt, dienen als Endwirt. Als Zwischenwirt dienen vor allem wildlebende, pflanzenfressende Wiederkäuer, aber auch Hausrinder, -schafe, -ziegen, -schweine, -pferde, -esel sowie Kamele, Kaninchen, Affen. Der Mensch ist für den Hundebandwurm ein Fehlwirt, da von ihm aus i. d. R. kein weiterer Zyklus erfolgt. Es existieren verschiedene Stämme des Hundebandwurms, die jeweils unterschiedliche Zwischenwirte bevorzugen.
Es gibt zwei Biotypen. Der nördliche Biotyp hat seinen Entwicklungszyklus zwischen Caniden (Wölfe, Haushunde) und wildlebenden Huftieren (Elch, Karibu/Ren, Weißwedelhirsch, Reh). Er kommt vor allem nördlich des 45. Breitengrads vor. Der südliche Biotyp hat seinen Entwicklungszyklus zwischen Haushunden und domestizierten Huftieren, besonders Schafen.
In Europa dominiert der Schafstamm und der Parasit kommt vor allem in Ländern vor, in denen sehr viel Schäferei betrieben wird. Eine Infektion des Menschen kann durch den Kontakt mit Ausscheidungen befallener Endwirte (vor allem nicht entwurmter Hunde) erfolgen oder durch Verzehr nicht ausreichend erhitzter Innereien, in denen sich Bandwurmfinnen befinden.

## Merkmale
E. granulosus ist sehr klein (3–6 mm), wodurch es oft zu einem Massenbefall des Endwirtes kommen kann, da kein Crowding-Effekt zu beobachten ist. Der Kopf (Scolex) des Wurms weist ein vorstülpbares Rostellum sowie einen zweireihigen Hakenkranz auf. Es werden maximal vier (meistens drei) Bandwurmglieder (Proglottiden) ausgebildet, von denen die vorletzte geschlechtsreif ist. Die letzte Proglottide ist etwa 2 mm lang und enthält einige hundert Eier, welche bereits reife Larven, sogenannte sechshakige Onkosphären, enthalten.

## Epidemiologie

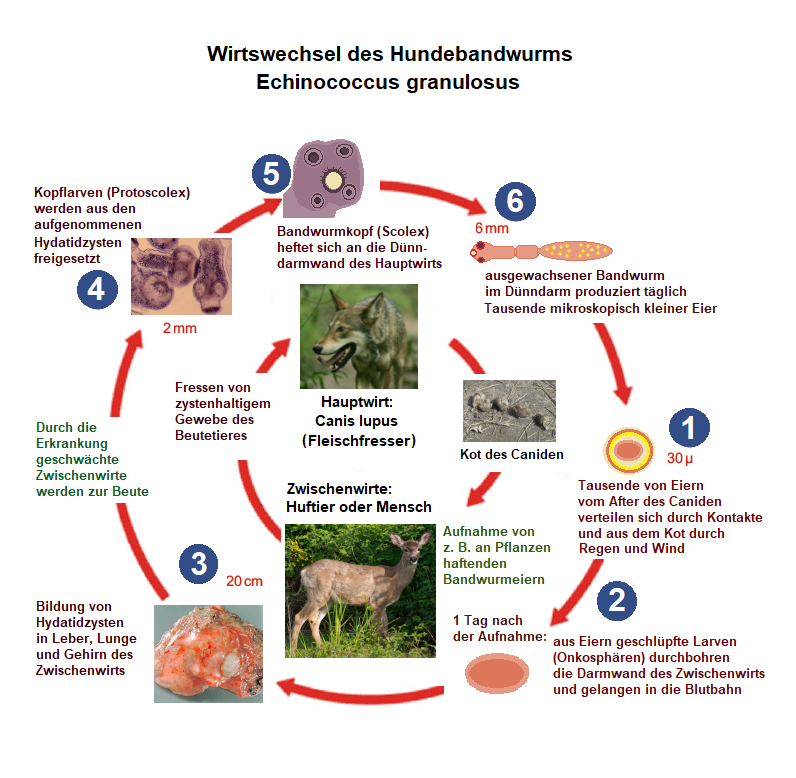
Lebenszyklus und Wirtswechsel des Echinococcus granulosus

Der Hundebandwurm ist der Auslöser der zystischen Echinokokkose, einer sowohl für die tierischen Zwischenwirte als auch für den Menschen lebensgefährlichen Erkrankung. Die Larvenstadien siedeln sich dabei überwiegend in der Leber an, aber auch im Herz, der Lunge und anderen Organen. Bei den Hunden als Hauptwirte (Endwirt), in deren Darm der Bandwurm heranwächst, verläuft diese Erkrankung, im Gegensatz zu den anderen Bandwurmerkrankungen des Hundes, meist ohne klinische Symptome.
In Mitteleuropa sind autochthone Erkrankungen sehr selten, die meisten Erkrankungsfälle gehen auf Importe aus Endemiegebieten zurück. Eine hohe Prävalenz besteht in Südosteuropa und auf Sardinien, aber auch in der Türkei und in den Staaten der Russischen Föderation. Auf den Britischen Inseln kommt der Dreigliedrige Hundebandwurm ebenfalls vor. Weltweit ist die Folgeerkrankung der Zwischenwirte, die zystische Echinokokkose, auch in Zentralasien mit dem tibetischen Hochland, in Afrika, in Australien und in Mittel- und Südamerika endemisch, ebenso in Kanada und Alaska sowie in Arizona und New Mexico. In den Vereinigten Staaten von Amerika wurden die meisten Infektionen bei Immigranten aus Gebieten diagnostiziert, in denen der Echinococcus granulosus endemisch ist. Zu den Risikofaktoren gehören vor allem Hunde ohne tierärztliche Vorsorgemaßnahmen, unkontrollierte Schlachtungen, bei denen Hunde zystenhaltige Innereien fressen, sowie unhygienische Haltungsbedingungen. Auch für Jagdhunde besteht ein Infektionsrisiko, wenn ihnen erlaubt wird, den Aufbruch von erlegtem Schalenwild roh zu fressen.
Der Hundebandwurm ist einer der wenigen Vertreter der Bandwürmer, bei dem der Wechsel des Wirts mit einem Generationswechsel (Metagenese) verbunden ist. Im Körper des Zwischenwirts findet hierbei in einer blasenförmigen Zyste (Hydatide), in der sich die Finnen entwickeln, eine Massenvermehrung dieser Larvenstadien statt. Dabei entstehen tausende von infektiösen Köpfen. Die Finne des Dreigliedrigen Hundebandwurms wird auch als Echinococcus cysticus, Echinococcus hydatidosus oder Echinococcus unilocularis bezeichnet. Die Zysten können operativ entfernt werden, dürfen dabei aber auf keinen Fall verletzt werden, da es bei einer Ruptur zur „Aussaat“ der Larven kommt, welche sich dann andernorts weiterentwickeln. Zudem kann der Zysteninhalt im Körper nach dem Platzen einer Zyste eine anaphylaktische Reaktion auslösen.

## Meldepflicht
In Deutschland ist der direkte oder indirekte Nachweis von Echinococcus sp. (also auch des dreigliedrigen Hundebandwurms) nichtnamentlich meldepflichtig nach § 7 Absatz 3 des Infektionsschutzgesetzes (IfSG). Die Meldepflicht betrifft in erster Linie Labore (vgl. § 8 IfSG).
In Österreich sind Verdachts-, Erkrankungs- und Todesfälle am Hundebandwurm (Echinococcus granulosus) anzeigepflichtig (gemäß § 1 Abs. 1 Ziffer 1 Epidemiegesetz 1950). Zur Anzeige verpflichtet sind unter anderen Ärzte und Labore (§ 3 Epidemiegesetz).